# Giải phóng miền Nam (bài hát)
"Giải phóng miền Nam" được soạn nhạc và viết lời vào năm 1961 bởi bộ ba nhạc sĩ Lưu Hữu Phước, Mai Văn Bộ và
Huỳnh Văn Tiểng dưới bút danh chung Huỳnh Minh Siêng là bài hát chính thức của Mặt trận Dân tộc Giải phóng miền Nam Việt Nam (1961–1976), và đồng thời là quốc ca của Nhà nước Cộng hòa miền Nam Việt Nam trên toàn bộ miền Nam Việt Nam (1975–1976).

## Lịch sử
Sự hình thành của Mặt trận Dân tộc Giải phóng miền Nam Việt Nam ra đời vào năm 1960 đặt ra nhu cầu tự nhiên về một bài ca chính thức dành cho Mặt trận. Vì vậy Hội Văn nghệ Giải phóng miền Nam Việt Nam ba nhạc sĩ Lưu Hữu Phước, Mai Văn Bộ, Huỳnh Văn Tiểng sáng tác tập thể một bài hát làm bài ca chính thức của Mặt trận. Mai Văn Bộ và Huỳnh Văn Tiểng đã phác thảo xong ca từ của bài hát trong vòng một tuần, còn Lưu Hữu Phước được phân công viết phần nhạc. Bộ ba Huỳnh – Mai – Lưu trong vòng một tuần đã hoàn tất xong ca khúc Giải phóng miền Nam.
Khi nghe cả ba nhạc sĩ hát bài Giải phóng miền Nam lần đầu để được phê duyệt, ông Phạm Hùng, khi đó là cán bộ cấp cao của Mặt trận Dân tộc Giải phóng miền Nam Việt Nam đã đứng lên nói to: "Được rồi, hay lắm! Vùng lên nhân dân miền Nam anh hùng! Vùng lên! Xông pha vượt qua bão bùng! Vận nước đã đến rồi... Hay hết sức! Hoan nghênh và cảm ơn các đồng chí".
Sau đó bài Giải phóng miền Nam được mang tên chung của 3 người là Huỳnh Minh Siêng. Theo lời kể của nhạc sĩ Lưu Hữu Phước thì ban đầu để tên ghép là Huỳnh Minh Liêng (từ chữ cái đầu trong họ của 3 ông). Chữ Liêng được cố tình viết sai chính tả là L-i-ê-n-g (các từ liền với nhau bằng gạch nối) để mang tính dân gian và tránh trùng tên của nhân sĩ Đặng Thúc Liêng. Nhưng khi đưa lên báo Nhân dân thì do tam sao thất bản (chữ L viết tay hoa bị nhầm thành S), nên đã in thành Siêng. Thực chất, để bí mật, nhóm bộ ba này đã đặt tên tác giả là: "Huỳnh Minh Liêng"; nhưng do sắp chữ khi in, người sắp chữ đã nhầm chữ L thành chữ S, và về sau thì nhóm bộ ba này, chủ yếu là Lưu Hữu Phước, cũng không muốn sửa nữa vì từ Siêng cũng có cái hay của nó là siêng năng. Huỳnh Minh Siêng – tác giả bài hát Giải phóng miền Nam được đặt tên tác giả là vậy. Từ đây, bài hát nhanh chóng được phổ biến rộng rãi qua sóng phát thanh của Đài Phát thanh Giải phóng miền Nam và các đoàn văn công quân Giải phóng.

Sau này, bài hát cũng được lan tỏa rộng rãi với nhiều bản dịch từ các tiếng nước ngoài khác nhau như tiếng Thụy Điển, Trung Quốc, Ý,... khi Lưu Hữu Phước đã viết: 
“Chúng tôi sung sướng vì thấy sự rung động của tâm hồn chúng tôi đã hòa nhập với sự rung động của nhân dân quê hương miền Nam và của nhân dân cả nước. Chúng tôi được biết những nghệ sĩ nước ngoài khi đến thăm miền Bắc xã hội chủ nghĩa đã hát bài “Giải phóng miền Nam” bằng tiếng Việt Nam hoặc dịch ra tiếng nước ngoài... Có người đã nói với đại biểu Việt Nam rằng “Giải phóng miền Nam” đã thành một bài “Quốc tế ca” thứ 2, một bài hát quốc ca chống Mỹ của nhân dân thế giới”.

## Lời bài hát
Giải phóng miền Nam, chúng ta cùng quyết tiến bước.
Diệt Đế quốc Mỹ, phá tan bè lũ bán nước.
Ôi xương tan máu rơi, lòng hận thù ngất trời.
Sông núi bao nhiêu năm cắt rời.
Đây Cửu Long hùng tráng, Đây Trường Sơn vinh quang.
Thúc giục đoàn ta xung phong đi giết thù.
Vai sát vai chung một bóng cờ.
Vùng lên! Nhân dân miền Nam anh hùng!
Vùng lên! Xông pha vượt qua bão bùng.
Thề cứu lấy nước nhà! Thề hy sinh đến cùng!
Cầm gươm, ôm súng, xông tới!
Vận nước đã đên rồi. Bình minh chiếu khắp nơi.

Dựng xây non nước sáng tươi muôn đời.